# Prodicynodon
Prodicynodon es un género extinto de sinápsidos no mamíferos que vivieron en el período Pérmico Superior en lo que ahora es Sudáfrica. Se conocen dos especies, la especie tipo P. pearstonensis y P. beaufortensis, ambas conocidas solo a partir de sus respectivos ejemplares holotipo.
Los especímenes de ambas especies de Prodicynodon son de animales pequeños, y algunos autores han considerado que Prodicynodon puede ser o bien el sinónimo más antiguo de Chelydontops o ejemplares juveniles de Endothiodon. Sin embargo, en un resumen de 2014 de la reunión anual de la Sociedad de Paleontología de Vertebrados, Christian Kammerer y colaboradores consideraron que Prodicynodon es un género válido relacionado con el clado Therochelonia con base en los escaneos de tomografía axial computarizada y análisis filogenéticos sin publicar, aún cuando están de acuerdo con la idea de King (1988) que propone que los especímenes de Prodicynodon eran juveniles.